# Musicfy IA
Musicfy és una plataforma de creació musical impulsada per intel·ligència artificial (IA) que permet als usuaris generar cançons, clonar veus i produir versions d'IA. Desenvolupada per aipure.ai, Musicfy ofereix eines avançades per a la producció musical accessible tant per a professionals com per a aficionats.

## Història
Musicfy va ser llançada el 2024 com una eina innovadora en el camp de la creació musical assistida per IA. La plataforma va sorgir en un moment de ràpid avenç de les tecnologies d'IA aplicades a la música, oferint funcionalitats com la generació de veu per IA, la clonació de veu, la conversió de text a música i la separació de pistes.

### Impacte en la indústria musical
L'aparició de Musicfy i altres plataformes similars ha tingut un impacte significatiu en la indústria musical, ja que ha democratitzat molt la producció musical, cosa que ha permès a més persones crear música de qualitat professional, ha generat grans canvis en els models de negoci tradicionals de la indústria musical i ha provocat molts debats sobre l'autenticitat i el valor de la música generada per IA.

## Funcionament
La plataforma utilitza algoritmes avançats d'IA per potenciar les seves diverses funcions:
- La conversió de veu: on els usuaris poden pujar mostres de la seva pròpia veu o utilitzar veus prefabricades de la biblioteca de Musicfy per crear un model d'IA capaç de cantar qualsevol melodia.
- Del text a la música: Permet als usuaris introduir descripcions d'estils musicals i instrumentals desitjats, que l'IA transforma en cançons completes.
- Versions d'IA: Els usuaris poden seleccionar cançons populars d'una àmplia biblioteca i recrear-les utilitzant veus generades per IA.
- Separació de pistes: Ofereix la capacitat d'aïllar pistes individuals dins d'una cançó.[2]

## Aspectes legals
L'ús de la tecnologia d'IA en la creació musical ha generat importants debats sobre drets d'autor i propietat intel·lectual. Musicfy ha establert que totes les veus d'IA entrenades per la plataforma es poden utilitzar lliures de drets d'autor, mentre que si un usuari entrena el seu propi clon d'IA a Musicfy, en aquest cas, sí que posseeix els drets d'autor. No obstant això, la indústria musical ha expressat preocupacions sobre l'ús no autoritzat de veus d'artistes per entrenar models d'IA. En aquest context, Universal Music Group (UMG) ha pres mesures legals contra l'ús no autoritzat de veus d'artistes en produccions d'IA. La creació musical mitjançant IA ha obert un debat més ampli sobre els drets d'autor i la propietat intel·lectual en l'era digital, plantejant qüestions fonamentals sobre la col·laboració entre humans i màquines en la creació artística. Aquest debat continua en curs, amb implicacions significatives per al futur de la indústria musical i la legislació sobre propietat intel·lectual.